# Gerard Anne Pasma
Gerard Anne Pasma (Overdinkel, 2 september 1909 – Wöbbelin, 22 april 1945) was predikant van de Nederlandse Hervormde Kerk te Almen in Gelderland.

## Tweede Wereldoorlog
Pasma was in september 1942 vanuit Zeerijp beroepen naar de Hervormde gemeente van Almen-Harfsen. Op 7 oktober 1944 werd hij in de pastorie te Almen gearresteerd door de Duitse bezetter. Hij had zich openlijk verzet tegen het werken bij de Organisation Todt en volgens een sympathisant van het nationaalsocialisme bezondigde hij zich aan "gal uitspuwen tegenover catechisanten op alles wat op nationaal-socialisme leek". Hij werd gevangen gezet in Zutphen. Vanaf 21 november 1944 verbleef hij in Kamp Amersfoort om vervolgens tussen 2 februari en 4 februari 1945 in een veewagon getransporteerd te worden naar een buitenkamp van concentratiekamp Neuengamme te Wöbbelin in Duitsland. Met het transport werden nog 217 mensen afgevoerd.
De eerste weken heeft de Almense dominee nog begrafenissen vanuit het kamp geleid. Dat moest 's nachts gebeuren omdat de bevolking het niet mocht zien. Op 21 april 1945 stierf Gerard Anne Pasma op 35-jarige leeftijd in kamp Neuengamme te door ziekte en/of uitputting. Elf dagen later bevrijdde een Amerikaanse legereenheid het kamp.
In de Dorpskerk van Almen is een gedenkplaats voor Pasma opgericht.